# Jomo Cosmos Football Club
Jomo Cosmos Football Club é um clube de futebol da África do Sul, com sede na cidade de Johanesburgo. Manda suas partidas no Johannesburg Stadium, com capacidade de 37.500 lugares.

## História
Foi fundado em janeiro de 1983, pelo então meia-atacante Jomo Sono, sucedendo ao Highlands Park, comprado pelo próprio Sono em 1982, ano de sua aposentadoria como atleta. Inicialmente, chamava-se Dion Cosmos, passando ao atual nome um ano depois.
Durante vários anos, o clube notabilizou-se por revelar diversos talentos para o futebol sul-africano. Sob o comando de Jomo Sono, foram quatro títulos conquistados. Na temporada 2007-08, treze anos depois de seu primeiro rebaixamento, o time voltou a cair para a Segunda Divisão nacional, regressando à Premier Soccer League na temporada seguinte. 
Em 2011-12, voltou à divisão de acesso após terminar a PSL na décima-sexta colocação.